# Firmware
Firmware eller fast programvara, är programvara som är inprogrammerad i maskinvara, ofta i ROM eller flashminne. En vanlig användning av firmware är i BIOS (eller liknande som t.ex. Open Firmware) i persondatorer. Inbyggda system såsom digitalkameror, dvd-spelare, digitala tv-mottagare och routrar har ofta all programvara installerad som firmware. 